# James while John had had had had had had had had had had had a better effect on the teacher
„James while John had had had had had had had had had had had a better effect on the teacher” este o frază în limba engleză, folosită ca un exemplu de ambiguitate lexicală, cât și pentru evidențierea rolului semnelor de punctuație, care sunt menite să redea în scris intonația, accentul și pauzele la care omul apelează în timpul vorbirii.

## Utilizare
Fraza poate servi drept exercițiu lingvistic, care ar cere să se aplice semnele de punctuație potrivite în cadrul frazei, astfel încât aceasta din urmă să aibă sens.
De asemenea, fraza constituie un bun exemplu pentru studierea ambiguității semantice a cuvântului „had” și deosebirea dintre a menționa și a folosi un cuvânt (a se vedea articolul în engleză Use–mention distinction). În același timp, marchează efectul pe care îl poate avea complexitatea limbii asupra percepției vorbitorului.
Substantivele James și John, cât și expresia „a better effect on the teacher” sunt adeseori înlocuite de alte substantive, respectiv expresie. De asemenea, while poate fi schimbat cu where sau whereas.

## Dezlegare
Fraza capătă sens atunci când este completată cu semnele de punctuație potrivite:
James, while John had had "had", had had "had had"; "had had" had had a better effect on the teacher.
Traducerea aproximativă în română sună așa:
James, după ce John folosise „had”, folosi „had had”; „had had” a fost mai bine apreciat de către învățător.

## Vezi și
- Buffalo buffalo Buffalo buffalo buffalo buffalo Buffalo buffalo